# 이상민 행정안전부 장관 탄핵소추
이상민 행정안전부장관 탄핵소추는 이상민 행정안전부 장관이 이태원 참사에 대한 책임을 묻기 위해서 발의되었으며, 재난에 대한 예방과 대응에 있어서, 헌법이나 법률을 위배한 혐의로 국회에서 탄핵을 소추한 일이다. 재판관 9인의 전원일치 기각이 이뤄졌다.

## 배경
이태원 참사 당시 이상민 행정안전부 장관에 대한 책임을 묻기 위해서 더불어민주당은 국회에서 이상민 행전안전부 장관에 대한 해임결의안을 윤석열 대통령에게 건의하였다. 그러나 윤석열 대통령은 거부권을 행사하여 이를 무마시켰다. 

## 정치권의 탄핵 추진
더불어민주당은 이상민 행정안전부 장관에 대한 탄핵소추안을 발의하였고, 재적 300명 중 과반인 151명을 넘긴 179명으로 탄핵 소추안을 발의하였다. 국민의힘은 표결에 참여하여 109표 반대표를 던졌다.
| 대한민국 국회 행정안전부장관(이상민) 탄핵소추안 | 대한민국 국회 행정안전부장관(이상민) 탄핵소추안 |
| 재적 299명 중 과반인 150명 동의 필요            | 재적 299명 중 과반인 150명 동의 필요            |
| 선택                                            | 득표                                            |
| ----------------------------------------------- | ----------------------------------------------- |
| 가                                              | 179 / 299                                       |
| 부                                              | 109 / 299                                       |
| 기권                                            | 0 / 299                                         |
| 무효                                            | 5 / 299                                         |
|                                                 |                                                 |
| 미투표                                          | 6 / 299                                         |

## 선고 결과
헌법재판관 9인 만장일치로 기각하였다. 이로서 이상민 장관의 직무가 복귀되었다.